# Бузала
Бузала (итал. Busalla) је насеље у Италији у округу Ђенова, региону Лигурија.
Према процени из 2011. у насељу је живело 5216 становника. Насеље се налази на надморској висини од 373 м.

## Становништво
| 1936. | 1951. | 1961. | 1971. | 1981. | 1991. | 2001. | 2011. |
| ----- | ----- | ----- | ----- | ----- | ----- | ----- | ----- |
| 3.905 | 5.233 | 5.213 | 5.833 | 6.481 | 6.414 | 5.978 | 5.741 |